# 고마쓰 다쓰오
고마쓰 다쓰오(일본어: 小松 辰雄, 1959년 5월 10일 ~ )는 일본의 전 프로 야구 선수이자 야구 해설가·평론가이다.

## 인물

### 프로 입단 전
이시카와현 출신으로 초등학교 시절부터 강한 어깨를 발휘하여 동네 초등학생들이 모여 기록을 겨루는 ‘육상 경기 기록회’의 소프트볼 멀리 던지기에서 90m를 넘는 기록을 남기기도 했다. 1976년 여름에 열린 고시엔 대회에서는 이시카와 현 대표인 세이료 고등학교의 2학년 에이스로서 활약해 팀은 준결승까지 진출했지만 그 해에 우승한 학교이자 니시토쿄 대표인 오비린 고등학교한테 패했다.

### 선수 시절
세이료 고등학교를 졸업하고 1977년 프로 야구 드래프트 회의에서 주니치 드래건스로부터 2순위 지명을 받아 입단해 프로 2년 차인 1979년에는 구원 투수로서 1군에 합류, 5월에는 월간 MVP를 석권했다. 1981년에는 선발로 전향했고 전년도부터 174경기 연속 득점을 계속하고 있던 요미우리 자이언츠를 상대하면서 프로 데뷔 후 처음으로 완봉 승리를 거두었다.
이듬해 1982년에는 곤도 사다오 감독의 지휘 하에 리그 우승을 결정할 당시의 경기에서는 마지막 투수로 등판했었고 그 해에는 개막전 투수를 맡았으나 개막전에서의 부진으로 인해 2군에 머물기도 했다. 1군 복귀 후 부진에 시달리면서 2군에 있던 우시지마 가즈히코를 대신해 중간 계투를 맡아 개막전 이후의 선발 등판이 최종전이었다.
1985년 시즌 다승왕(17승 중 3구원승이 포함되어 있어서 결국 그 해 최다 선발승은 엔도 가즈히코(14선발승)에게 돌아감) , 최고 평균자책점, 최우수 투수, 최고의 투수에게 주어지는 사와무라 에이지상 등 투수 부문 타이틀을 모두 석권했고 2년 후인 1987년에는 통산 두 번째의 다승왕을 획득(17승 중에서는 3구원승이 포함되어 있어서 결국 그 해 최다 선발승은 구와타 마스미(15선발승)에게 돌아감), 1988년에는 12승을 기록하는 등 팀을 6년 만에 리그 우승에 기여했다. 그러나 1989년 시즌에는 0승 4패라는 저조한 성적을 기록해 단 한 번도 승리 투수가 되지 못하는 불명예를 안게 되었고 다음 해인 1990년 이후에도 두 자릿수 승리를 거두지 못한 채 1994년에 현역 생활을 은퇴했다.

### 그 후
은퇴한 이듬해인 1995년부터 1997년까지 주니치의 투수 코치를 맡았고, 1998년부터 주부닛폰 방송의 야구 해설위원 및 주니치 스포츠의 평론가로 발탁되면서 현재에 활동 중에 있다.

## 에피소드
- 시원시원한 성격으로 인해 팀 동료들로부터의 덕망도 두텁고 호시노 센이치가 은퇴한 이후에는 주니치의 오랫동안 투수진의 리더적 존재였으며 ‘고마쓰의 두목’(小松の親分) 이라고 불릴 정도로 사랑받았다.
- 스기시타 시게루, 곤도 히로시, 호시노 센이치가 달았던 주니치의 에이스 넘버 20번을 1984년부터 현역을 은퇴하는 1994년까지 착용하면서 팀의 에이스 투수로 군림했다. 그 후 20번은 선동열, 가와사키 겐지로, 나카타 겐이치에게 인계되었고 현재는 노무라 료스케가 이 번호를 달며 활동하고 있다. 입단 이후부터 1983년까지는 34번으로, 통산 200승을 달성한 좌완 투수 야마모토 마사히로(당시 등번호 변경 연도인 1984년에 입단)에게 인계되었다.
- 2006년의 춘계 캠프에서 요미우리 자이언츠를 취재했을 당시에 감독인 하라 다쓰노리[2] 로부터 같은 호쿠리쿠 지방에서 고교 야구를 경험했던 우쓰미 데쓰야를 소개했지만 우쓰미가 자신을 몰랐던 것에 대해 어안이 벙벙해질 정도의 반응을 보이기도 했다.

## 상세 정보

### 출신 학교
- 세이료 고등학교

### 선수 경력
- 주니치 드래건스(1978년 ~ 1994년)

### 지도자·기타 경력
- 주니치 드래건스 투수 코치(1995년 ~ 1997년)
- 주부닛폰 방송, 주니치 스포츠 야구 해설위원(1998년 ~ )

### 수상·타이틀 경력

#### 타이틀
- 투수 부문 3관왕 : 1회(1985년)
- 다승왕 : 2회(1985년, 1987년)
- 최고 평균자책점 : 1회(1985년)
- 최다 탈삼진(당시는 타이틀이 아님) : 1회(1985년) ※센트럴 리그에서는 1991년부터 타이틀로 제정됨.

#### 수상
- 최우수 투수 : 1회(1985년)
- 사와무라 에이지상 : 1회(1985년)
- 베스트 나인 : 1회(1985년)
- 월간 MVP : 2회(1979년 5월, 1981년 9월)

### 개인 기록
- 첫 등판 : 1978년 10월 4일, 대 야쿠르트 스왈로스 전(메이지 진구 야구장)
- 올스타전 출장 : 4회(1981년, 1985년, 1987년, 1992년)

### 등번호
- 34(1978년 ~ 1983년)
- 20(1984년 ~ 1994년)
- 94(1995년)
- 71(1996년 ~ 1997년)

### 연도별 투수 성적
| 연 도       | 소 속       | 등 판 | 선 발 | 완 투 | 완 봉 | 무 4 구 | 승 리 | 패 전 | 세 이 브 | 홀 드 | 승 률 | 타 자 | 이 닝  | 피 안 타 | 피 홈 런 | 볼 넷 | 고 4 | 몸 맞 | 탈 삼 진 | 폭 투 | 보 크 | 실 점 | 자 책 점 | 평 자 책 | W H I P |
| ----------- | ----------- | ----- | ----- | ----- | ----- | ------- | ----- | ----- | -------- | ----- | ----- | ----- | ------ | -------- | -------- | ----- | ---- | ----- | -------- | ----- | ----- | ----- | -------- | -------- | ------- |
| 1978년      | 주니치      | 2     | 0     | 0     | 0     | 0       | 0     | 0     | 0        | --    | ----  | 19    | 4.0    | 4        | 1        | 5     | 0    | 0     | 3        | 0     | 0     | 5     | 5        | 11.25    | 2.25    |
| 1979년      | 주니치      | 54    | 0     | 0     | 0     | 0       | 6     | 9     | 16       | --    | .400  | 410   | 97.1   | 90       | 6        | 37    | 4    | 5     | 86       | 1     | 0     | 30    | 29       | 2.68     | 1.30    |
| 1980년      | 주니치      | 39    | 1     | 0     | 0     | 0       | 1     | 5     | 6        | --    | .167  | 269   | 64.0   | 61       | 2        | 27    | 3    | 4     | 33       | 4     | 0     | 28    | 26       | 3.66     | 1.38    |
| 1981년      | 주니치      | 42    | 14    | 6     | 1     | 0       | 12    | 6     | 11       | --    | .667  | 637   | 152.2  | 139      | 22       | 41    | 1    | 11    | 122      | 2     | 0     | 62    | 52       | 3.07     | 1.18    |
| 1982년      | 주니치      | 28    | 2     | 1     | 1     | 0       | 4     | 4     | 9        | --    | .500  | 259   | 62.1   | 43       | 4        | 28    | 3    | 2     | 58       | 2     | 0     | 19    | 18       | 2.60     | 1.14    |
| 1983년      | 주니치      | 35    | 24    | 9     | 1     | 2       | 7     | 14    | 5        | --    | .333  | 784   | 191.1  | 181      | 20       | 49    | 5    | 5     | 133      | 1     | 0     | 74    | 68       | 3.20     | 1.20    |
| 1984년      | 주니치      | 29    | 23    | 11    | 2     | 1       | 11    | 6     | 2        | --    | .647  | .786  | 186.0  | 166      | 27       | 59    | 5    | 6     | 168      | 1     | 0     | 75    | 63       | 3.05     | 1.21    |
| 1985년      | 주니치      | 33    | 25    | 14    | 1     | 2       | 17    | 8     | 1        | --    | .680  | 864   | 210.1  | 185      | 24       | 48    | 3    | 4     | 172      | 1     | 0     | 70    | 62       | 2.65     | 1.11    |
| 1986년      | 주니치      | 24    | 20    | 5     | 1     | 1       | 7     | 9     | 0        | --    | .438  | 570   | 138.2  | 134      | 18       | 31    | 4    | 2     | 97       | 1     | 0     | 56    | 54       | 3.50     | 1.19    |
| 1987년      | 주니치      | 28    | 25    | 10    | 6     | 0       | 17    | 6     | 0        | --    | .739  | 802   | 200.1  | 167      | 22       | 41    | 7    | 6     | 147      | 2     | 0     | 65    | 61       | 2.74     | 1.04    |
| 1988년      | 주니치      | 24    | 23    | 5     | 2     | 0       | 12    | 7     | 0        | --    | .632  | 580   | 157.1  | 137      | 20       | 49    | 4    | 5     | 114      | 1     | 0     | 71    | 57       | 3.26     | 1.18    |
| 1989년      | 주니치      | 5     | 5     | 0     | 0     | 0       | 0     | 4     | 0        | --    | .000  | 115   | 24.2   | 34       | 6        | 9     | 1    | 2     | 11       | 1     | 0     | 23    | 21       | 7.66     | 1.74    |
| 1990년      | 주니치      | 18    | 18    | 3     | 0     | 0       | 6     | 5     | 0        | --    | .545  | 488   | 111.2  | 123      | 12       | 38    | 3    | 5     | 87       | 0     | 0     | 56    | 51       | 4.11     | 1.44    |
| 1991년      | 주니치      | 23    | 18    | 0     | 0     | 0       | 5     | 4     | 0        | --    | .556  | 402   | 95.2   | 94       | 18       | 26    | 2    | 1     | 69       | 0     | 0     | 48    | 47       | 4.42     | 1.25    |
| 1992년      | 주니치      | 22    | 22    | 2     | 1     | 0       | 9     | 9     | 0        | --    | .500  | 555   | 125.2  | 151      | 19       | 39    | 3    | 2     | 69       | 2     | 0     | 70    | 67       | 4.80     | 1.51    |
| 1993년      | 주니치      | 16    | 16    | 0     | 0     | 0       | 7     | 4     | 0        | --    | .636  | 329   | 77.0   | 72       | 9        | 33    | 0    | 4     | 49       | 1     | 0     | 34    | 31       | 3.62     | 1.36    |
| 1994년      | 주니치      | 10    | 10    | 0     | 0     | 0       | 1     | 2     | 0        | --    | .333  | 188   | 41.2   | 57       | 8        | 13    | 0    | 0     | 28       | 0     | 0     | 29    | 29       | 6.26     | 1.68    |
| 통산 : 17년 | 통산 : 17년 | 432   | 246   | 66    | 16    | 6       | 122   | 102   | 50       | --    | .545  | 8129  | 1940.2 | 1838     | 238      | 573   | 48   | 64    | 1446     | 20    | 0     | 815   | 741      | 3.44     | 1.24    |

- 굵은 글씨는 시즌 최고 성적.